# Los Angeles City Council

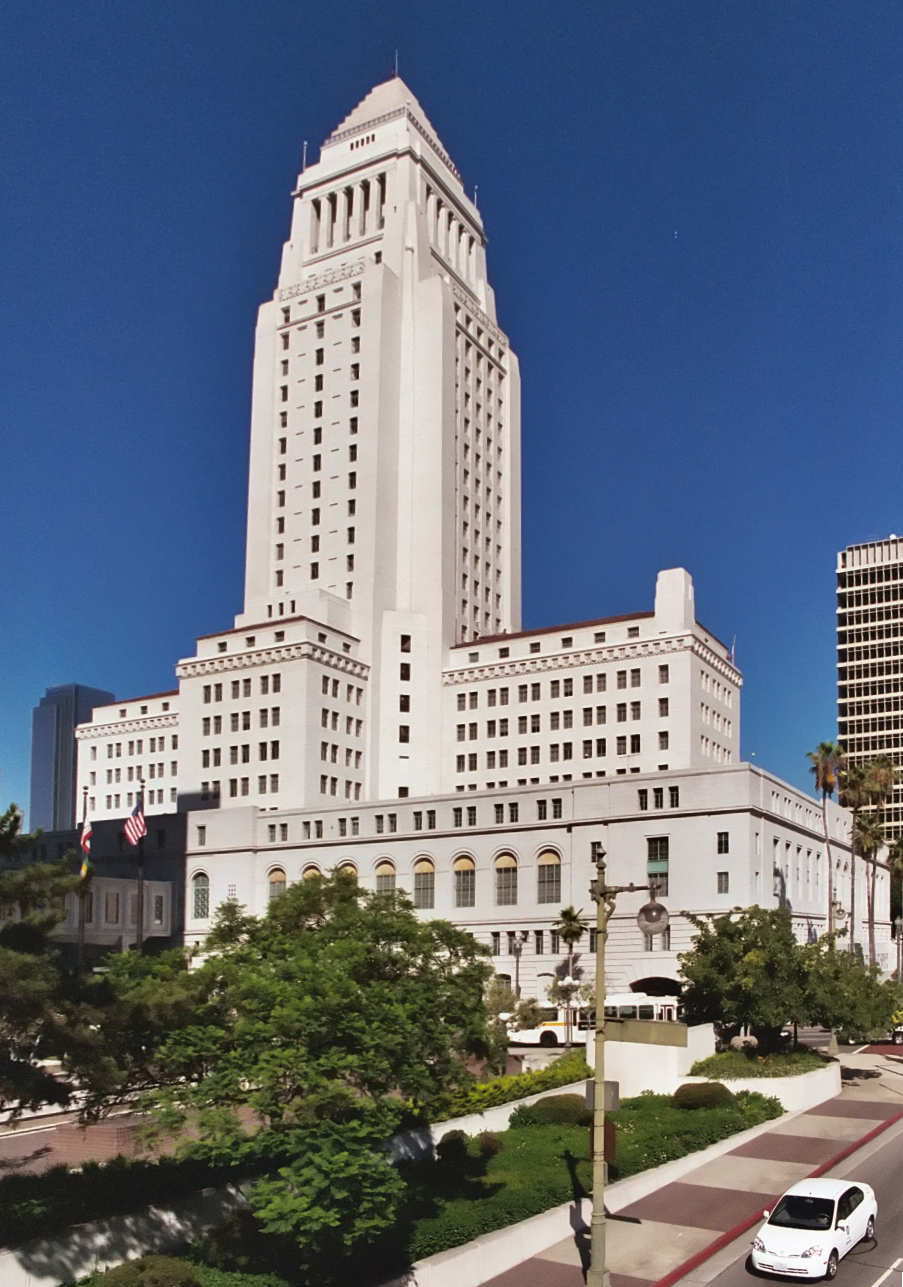
City Hall

Der Los Angeles City Council ist die Stadtverwaltung bzw. der Stadtrat der Stadt Los Angeles im US-Bundesstaat Kalifornien.
Der Rat setzt sich aus 15 Mitgliedern zusammen, gewählt aus jedem Stadtverwaltungsbezirk (District) für ein vierjähriges Mandat. Der Präsident des Rates und der Präsident pro tempore werden vom Rat bei der ersten regulären Sitzung nach dem 30. Juni in ungeraden Jahren gewählt. Er hält regelmäßige Treffen in der City Hall am Dienstag, Mittwoch und Freitag um 10 Uhr ab, außer an Feiertagen.

## Mitglieder
- Präsident des Rates: Eric Garcetti
- Präsident Pro Tempore: Jan Perry
- Stellvertretender Präsident Pro Tempore: Dennis Zine

| District | Name             |
| -------- | ---------------- |
| 1        | Ed Reyes         |
| 2        | Paul Krekorian   |
| 3        | Dennis Zine      |
| 4        | Tom LaBonge      |
| 5        | Paul Koretz      |
| 6        | Tony Cardenas    |
| 7        | Richard Alarcón  |
| 8        | Bernard C. Parks |
| 9        | Jan Perry        |
| 10       | Herb Wesson      |
| 11       | Bill Rosendahl   |
| 12       | Greig Smith      |
| 13       | Eric Garcetti    |
| 14       | José Huizar      |
| 15       | Janice Hahn      |

## Ehemalige Stadträte 1925-heute (Districtsystem)
| Jahr | Stadtverwaltungsbezirk (District) | Stadtverwaltungsbezirk (District) | Stadtverwaltungsbezirk (District) | Stadtverwaltungsbezirk (District) | Stadtverwaltungsbezirk (District) | Stadtverwaltungsbezirk (District) | Stadtverwaltungsbezirk (District) | Stadtverwaltungsbezirk (District) | Stadtverwaltungsbezirk (District)   | Stadtverwaltungsbezirk (District) | Stadtverwaltungsbezirk (District) | Stadtverwaltungsbezirk (District)    | Stadtverwaltungsbezirk (District)          | Stadtverwaltungsbezirk (District) | Stadtverwaltungsbezirk (District) |
| Jahr | 1                                 | 2                                 | 3                                 | 4                                 | 5                                 | 6                                 | 7                                 | 8                                 | 9                                   | 10                                | 11                                | 12                                   | 13                                         | 14                                | 15                                |
| ---- | --------------------------------- | --------------------------------- | --------------------------------- | --------------------------------- | --------------------------------- | --------------------------------- | --------------------------------- | --------------------------------- | ----------------------------------- | --------------------------------- | --------------------------------- | ------------------------------------ | ------------------------------------------ | --------------------------------- | --------------------------------- |
| 1925 | Charles Hiram Randall             | Robert M. Allan                   | Isaac F. Hughes                   | Boyle Workman                     | Robert Stewart Sparks             | Edward E. Moore                   | Ralph Luther Criswell             | Frank L. Shaw                     | Winfred J. Sanborn                  | Charles E. Downs/Otto J. Zahn     | Peirson Mitchell Hall             | A. J. Barnes                         | Joseph F. Fitzpatrick/Carl Ingold Jacobson | Isaac Colton Ash                  | Charles J. Colden                 |
| 1926 | Charles Hiram Randall             | Robert M. Allan                   | Isaac F. Hughes                   | Boyle Workman                     | Robert Stewart Sparks             | Edward E. Moore                   | Ralph Luther Criswell             | Frank L. Shaw                     | Winfred J. Sanborn                  | Otto J. Zahn                      | Peirson Mitchell Hall             | A. J. Barnes                         | Carl Ingold Jacobson                       | Isaac Colton Ash                  | Charles J. Colden                 |
| 1927 | Charles Hiram Randall             | Arthur Alber                      | Ernest L. Webster                 | William M. Hughes                 | Virgil A. Martin                  | Lester R. Rice-Wray               | Howard W. Davis                   | Frank L. Shaw                     | Winfred J. Sanborn                  | Ebenezer Snapper Ingram           | Peirson Mitchell Hall             | Douglas Eads Foster                  | Carl Ingold Jacobson                       | William G. Bonelli                | Charles J. Colden                 |
| 1928 | Charles Hiram Randall             | Arthur Alber                      | Ernest L. Webster                 | William M. Hughes                 | Virgil A. Martin                  | James G. McAllister               | Howard W. Davis                   | Evan Lewis                        | Winfred J. Sanborn                  | Ebenezer Snapper Ingram           | Peirson Mitchell Hall             | Douglas Eads Foster                  | Carl Ingold Jacobson                       | William G. Bonelli                | Charles J. Colden                 |
| 1929 | Charles Hiram Randall             | Thomas E. Cooke                   | Ernest L. Webster                 | Robert L. Burns                   | Virgil A. Martin                  | James G. McAllister               | Howard W. Davis                   | Evan Lewis                        | Winfred J. Sanborn                  | Ebenezer Snapper Ingram           | J. C. Barthel                     | Thomas W. Williams                   | Carl Ingold Jacobson                       | Charles Alfred Holland            | A. E. Henning                     |
| 1930 | Charles Hiram Randall             | Thomas E. Cooke                   | Ernest L. Webster                 | Robert L. Burns                   | Virgil A. Martin                  | James G. McAllister               | Howard W. Davis                   | Evan Lewis                        | Winfred J. Sanborn                  | Ebenezer Snapper Ingram           | J. C. Barthel                     | Thomas W. Williams                   | Carl Ingold Jacobson                       | Charles Alfred Holland            | A. E. Henning                     |
| 1931 | Charles Hiram Randall             | James M. Hyde                     | James Stuart McKnight             | Robert L. Burns                   | Roy L. Donley                     | James G. McAllister               | Howard W. Davis                   | Evan Lewis                        | George W. C. Baker                  | Ebenezer Snapper Ingram           | Clarence E. Coe                   | Thomas F. Ford                       | Carl Ingold Jacobson                       | Edward L. Thrasher                | A. E. Henning                     |
| 1932 | Charles Hiram Randall             | James M. Hyde                     | James Stuart McKnight             | Robert L. Burns                   | Roy L. Donley                     | James G. McAllister               | Howard W. Davis                   | Evan Lewis                        | George W. C. Baker                  | Ebenezer Snapper Ingram           | Clarence E. Coe                   | Thomas F. Ford                       | Carl Ingold Jacobson                       | Edward L. Thrasher                | A. E. Henning                     |
| 1933 | Jim Wilson                        | James M. Hyde                     | Stephen W. Cunningham             | Robert L. Burns                   | Byron B. Brainard                 | Earl C. Gay                       | Howard W. Davis                   | Evan Lewis                        | George W. C. Baker                  | Ebenezer Snapper Ingram           | Charles Winchester Breedlove      | James T. Carroll/John W. Baumgartner | Darwin William Tate                        | Edward L. Thrasher                | F. P. Buyer                       |
| 1934 | Jim Wilson                        | James M. Hyde                     | Stephen W. Cunningham             | Robert L. Burns                   | Byron B. Brainard                 | Earl C. Gay                       | Howard W. Davis                   | Evan Lewis                        | George W. C. Baker                  | Ebenezer Snapper Ingram           | R. S. MacAlister                  | John W. Baumgartner                  | Darwin William Tate                        | Edward L. Thrasher                | F. P. Buyer                       |
| 1935 | Jim Wilson                        | James M. Hyde                     | Stephen W. Cunningham             | Robert L. Burns                   | Byron B. Brainard                 | Earl C. Gay                       | Howard W. Davis                   | Evan Lewis                        | Parley P. Christensen               | G. Vernon Bennett                 | R. S. MacAlister                  | John W. Baumgartner                  | Darwin William Tate                        | Edward L. Thrasher                | F. P. Buyer                       |
| 1936 | Jim Wilson                        | James M. Hyde                     | Stephen W. Cunningham             | Robert L. Burns                   | Byron B. Brainard                 | Earl C. Gay                       | Howard W. Davis                   | Evan Lewis                        | Parley P. Christensen               | G. Vernon Bennett                 | R. S. MacAlister                  | John W. Baumgartner                  | Darwin William Tate                        | Edward L. Thrasher                | F. P. Buyer                       |
| 1937 | Jim Wilson                        | James M. Hyde                     | Stephen W. Cunningham             | Robert L. Burns                   | Byron B. Brainard                 | Earl C. Gay                       | Howard W. Davis                   | Evan Lewis                        | Howard E. Dorsey/Winfred J. Sanborn | G. Vernon Bennett                 | R. S. MacAlister                  | John W. Baumgartner                  | Darwin William Tate                        | Edward L. Thrasher                | F. P. Buyer                       |
| 1938 | Jim Wilson                        | James M. Hyde                     | Stephen W. Cunningham             | Robert L. Burns                   | Byron B. Brainard                 | Earl C. Gay                       | Howard W. Davis                   | Evan Lewis                        | Winfred J. Sanborn                  | G. Vernon Bennett                 | R. S. MacAlister                  | John W. Baumgartner                  | Darwin William Tate                        | Edward L. Thrasher                | F. P. Buyer                       |
| 1939 | Jim Wilson                        | Norris J. Nelson                  | Stephen W. Cunningham             | Robert L. Burns                   | Arthur E. Briggs                  | Earl C. Gay                       | Carl C. Rasmussen                 | Evan Lewis                        | Parley P. Christensen               | G. Vernon Bennett                 | Harold Harby                      | John W. Baumgartner                  | Ray Hampton                                | Edward L. Thrasher                | Wilder W. Hartley                 |
| 1940 | Jim Wilson                        | Norris J. Nelson                  | Stephen W. Cunningham             | Robert L. Burns                   | Arthur E. Briggs                  | Earl C. Gay                       | Carl C. Rasmussen                 | Evan Lewis                        | Parley P. Christensen               | G. Vernon Bennett                 | Harold Harby                      | John W. Baumgartner                  | Ray Hampton                                | Edward L. Thrasher                | Wilder W. Hartley                 |
| 1941 | Delamere Francis McCloskey        | Norris J. Nelson                  | J. Win Austin                     | Robert L. Burns                   | Ira J. McDonald                   | Earl C. Gay                       | Carl C. Rasmussen                 | Charles A. Allen                  | Parley P. Christensen               | G. Vernon Bennett                 | Harold Harby                      | John W. Baumgartner                  | Ray Hampton                                | Edward L. Thrasher                | Wilder W. Hartley                 |
| 1942 | Delamere Francis McCloskey        | Norris J. Nelson                  | J. Win Austin                     | Robert L. Burns                   | Ira J. McDonald                   | Earl C. Gay                       | Carl C. Rasmussen                 | Charles A. Allen                  | Parley P. Christensen               | G. Vernon Bennett                 | D. S. B. Stannard                 | John W. Baumgartner                  | Ray Hampton                                | Edward L. Thrasher                | Wilder W. Hartley                 |
| 1943 | Delamere Francis McCloskey        | Lloyd G. Davies                   | J. Win Austin                     | Robert L. Burns                   | Ira J. McDonald                   | Earl C. Gay                       | Carl C. Rasmussen                 | Charles A. Allen                  | Parley P. Christensen               | G. Vernon Bennett                 | Harold Harby                      | John W. Baumgartner                  | Ned R. Healy                               | John C. Holland                   | George H. Moore                   |
| 1944 | Delamere Francis McCloskey        | Lloyd G. Davies                   | J. Win Austin                     | Robert L. Burns                   | Ira J. McDonald                   | Earl C. Gay                       | Carl C. Rasmussen                 | Charles A. Allen                  | Parley P. Christensen               | G. Vernon Bennett                 | Harold Harby                      | John W. Baumgartner                  | Ned R. Healy                               | John C. Holland                   | George H. Moore                   |
| 1945 | Leland S. Warburton               | Lloyd G. Davies                   | J. Win Austin                     | Harold A. Henry                   | George P. Cronk                   | L. E. Timberlake                  | Carl C. Rasmussen                 | Charles A. Allen                  | Parley P. Christensen               | G. Vernon Bennett                 | Harold Harby                      | Ed. J. Davenport                     | Meade McClanahan                           | John C. Holland                   | George H. Moore                   |
| 1946 | Leland S. Warburton               | Lloyd G. Davies                   | J. Win Austin                     | Harold A. Henry                   | George P. Cronk                   | L. E. Timberlake                  | Carl C. Rasmussen                 | Charles A. Allen                  | Parley P. Christensen               | G. Vernon Bennett                 | Harold Harby                      | Ed. J. Davenport                     | John R. Roden                              | John C. Holland                   | George H. Moore                   |
| 1947 | Leland S. Warburton               | Lloyd G. Davies                   | J. Win Austin                     | Harold A. Henry                   | George P. Cronk                   | L. E. Timberlake                  | Don A. Allen                      | Kenneth Hahn                      | Parley P. Christensen               | G. Vernon Bennett                 | Harold Harby                      | Ed. J. Davenport                     | Ernest E. Debs                             | John C. Holland                   | George H. Moore                   |
| 1948 | Leland S. Warburton               | Lloyd G. Davies                   | J. Win Austin                     | Harold A. Henry                   | George P. Cronk                   | L. E. Timberlake                  | Don A. Allen                      | Kenneth Hahn                      | Parley P. Christensen               | G. Vernon Bennett                 | Harold Harby                      | Ed. J. Davenport                     | Ernest E. Debs                             | John C. Holland                   | George H. Moore                   |
| 1949 | Leland S. Warburton               | Lloyd G. Davies                   | J. Win Austin                     | Harold A. Henry                   | George P. Cronk                   | L. E. Timberlake                  | Don A. Allen                      | Kenneth Hahn                      | Edward R. Roybal                    | G. Vernon Bennett                 | Harold Harby                      | Ed. J. Davenport                     | Ernest E. Debs                             | John C. Holland                   | George H. Moore                   |
| 1950 | Leland S. Warburton               | Lloyd G. Davies                   | J. Win Austin                     | Harold A. Henry                   | George P. Cronk                   | L. E. Timberlake                  | Don A. Allen                      | Kenneth Hahn                      | Edward R. Roybal                    | G. Vernon Bennett                 | Harold Harby                      | Ed. J. Davenport                     | Ernest E. Debs                             | John C. Holland                   | George H. Moore                   |
| 1951 | Leland S. Warburton               | Earle D. Baker                    | J. Win Austin                     | Harold A. Henry                   | George P. Cronk                   | L. E. Timberlake                  | Don A. Allen                      | Kenneth Hahn                      | Edward R. Roybal                    | Charles Navarro                   | Harold Harby                      | Ed. J. Davenport                     | Ernest E. Debs                             | John C. Holland                   | John S. Gibson, Jr.               |
| 1952 | Leland S. Warburton               | Earle D. Baker                    | J. Win Austin                     | Harold A. Henry                   | George P. Cronk                   | L. E. Timberlake                  | Don A. Allen                      | Kenneth Hahn                      | Edward R. Roybal                    | Charles Navarro                   | Harold Harby                      | Ed. J. Davenport                     | Ernest E. Debs                             | John C. Holland                   | John S. Gibson, Jr.               |
| 1953 | Everett G. Burkhalter             | Earle D. Baker                    | Robert M. Wilkinson               | Harold A. Henry                   | Rosalind Wiener Wyman             | L. E. Timberlake                  | Don A. Allen                      | Gordon Hahn                       | Edward R. Roybal                    | Charles Navarro                   | Harold Harby                      | Harriett Davenport                   | Ernest E. Debs                             | John C. Holland                   | John S. Gibson, Jr.               |
| 1954 | Everett G. Burkhalter             | Earle D. Baker                    | Robert M. Wilkinson               | Harold A. Henry                   | Rosalind Wiener Wyman             | L. E. Timberlake                  | Don A. Allen                      | Gordon Hahn                       | Edward R. Roybal                    | Charles Navarro                   | Harold Harby                      | Harriett Davenport                   | Ernest E. Debs                             | John C. Holland                   | John S. Gibson, Jr.               |
| 1955 | Everett G. Burkhalter             | Earle D. Baker                    | Robert M. Wilkinson               | Harold A. Henry                   | Rosalind Wiener Wyman             | L. E. Timberlake                  | Don A. Allen                      | Gordon Hahn                       | Edward R. Roybal                    | Charles Navarro                   | Harold Harby                      | Ramsom M. Callicott                  | Ernest E. Debs                             | John C. Holland                   | John S. Gibson, Jr.               |
| 1956 | Everett G. Burkhalter             | Earle D. Baker                    | Robert M. Wilkinson               | Harold A. Henry                   | Rosalind Wiener Wyman             | L. E. Timberlake                  | Don A. Allen                      | Gordon Hahn                       | Edward R. Roybal                    | Charles Navarro                   | Harold Harby                      | Ramsom M. Callicott                  | Ernest E. Debs                             | John C. Holland                   | John S. Gibson, Jr.               |
| 1957 | Everett G. Burkhalter             | Earle D. Baker                    | Patrick D. McGee                  | Harold A. Henry                   | Rosalind Wiener Wyman             | L. E. Timberlake                  | James C. Corman                   | Gordon Hahn                       | Edward R. Roybal                    | Charles Navarro                   | Karl L. Rundberg                  | Ramsom M. Callicott                  | Ernest E. Debs                             | John C. Holland                   | John S. Gibson, Jr.               |
| 1958 | Everett G. Burkhalter             | Earle D. Baker                    | Patrick D. McGee                  | Harold A. Henry                   | Rosalind Wiener Wyman             | L. E. Timberlake                  | James C. Corman                   | Gordon Hahn                       | Edward R. Roybal                    | Charles Navarro                   | Karl L. Rundberg                  | Ramsom M. Callicott                  | Ernest E. Debs                             | John C. Holland                   | John S. Gibson, Jr.               |
| 1959 | Everett G. Burkhalter             | C. Lemoine Blanchard              | Patrick D. McGee                  | Harold A. Henry                   | Rosalind Wiener Wyman             | L. E. Timberlake                  | James C. Corman                   | Gordon Hahn                       | Edward R. Roybal                    | Charles Navarro                   | Karl L. Rundberg                  | Ramsom M. Callicott                  | James Harvey Brown                         | John C. Holland                   | John S. Gibson, Jr.               |
| 1960 | Everett G. Burkhalter             | C. Lemoine Blanchard              | Patrick D. McGee                  | Harold A. Henry                   | Rosalind Wiener Wyman             | L. E. Timberlake                  | James C. Corman                   | Gordon Hahn                       | Edward R. Roybal                    | Charles Navarro                   | Karl L. Rundberg                  | Ramsom M. Callicott                  | James Harvey Brown                         | John C. Holland                   | John S. Gibson, Jr.               |
| 1961 | Everett G. Burkhalter             | C. Lemoine Blanchard              | Thomas D. Shepard                 | Harold A. Henry                   | Rosalind Wiener Wyman             | L. E. Timberlake                  | Ernani Bernardi                   | Gordon Hahn                       | Edward R. Roybal                    | Joe E. Hollingsworth              | Karl L. Rundberg                  | Ramsom M. Callicott                  | James Harvey Brown                         | John C. Holland                   | John S. Gibson, Jr.               |
| 1962 | Everett G. Burkhalter             | C. Lemoine Blanchard              | Thomas D. Shepard                 | Harold A. Henry                   | Rosalind Wiener Wyman             | L. E. Timberlake                  | Ernani Bernardi                   | Gordon Hahn                       | Edward R. Roybal                    | Joe E. Hollingsworth              | Karl L. Rundberg                  | John P. Cassidy                      | James Harvey Brown                         | John C. Holland                   | John S. Gibson, Jr.               |
| 1963 | Louis R. Nowell                   | James B. Potter                   | Thomas D. Shepard                 | Harold A. Henry                   | Rosalind Wiener Wyman             | L. E. Timberlake                  | Ernani Bernardi                   | Billy G. Mills                    | Gilbert W. Lindsay                  | Tom Bradley                       | Karl L. Rundberg                  | John P. Cassidy                      | James Harvey Brown                         | John C. Holland                   | John S. Gibson, Jr.               |
| 1964 | Louis R. Nowell                   | James B. Potter                   | Thomas D. Shepard                 | Harold A. Henry                   | Rosalind Wiener Wyman             | L. E. Timberlake                  | Ernani Bernardi                   | Billy G. Mills                    | Gilbert W. Lindsay                  | Tom Bradley                       | Karl L. Rundberg                  | John P. Cassidy                      | James Harvey Brown                         | John C. Holland                   | John S. Gibson, Jr.               |
| 1965 | Louis R. Nowell                   | James B. Potter                   | Thomas D. Shepard                 | Harold A. Henry                   | Edmund D. Edelman                 | L. E. Timberlake                  | Ernani Bernardi                   | Billy G. Mills                    | Gilbert W. Lindsay                  | Tom Bradley                       | Marvin Braude                     | John P. Cassidy                      | Paul H. Lamport                            | John C. Holland                   | John S. Gibson, Jr.               |
| 1966 | Louis R. Nowell                   | James B. Potter                   | Thomas D. Shepard                 | John Ferraro                      | Edmund D. Edelman                 | L. E. Timberlake                  | Ernani Bernardi                   | Billy G. Mills                    | Gilbert W. Lindsay                  | Tom Bradley                       | Marvin Braude                     | John P. Cassidy                      | Paul H. Lamport                            | John C. Holland                   | John S. Gibson, Jr.               |
| 1967 | Louis R. Nowell                   | James B. Potter                   | Thomas D. Shepard                 | John Ferraro                      | Edmund D. Edelman                 | L. E. Timberlake                  | Ernani Bernardi                   | Billy G. Mills                    | Gilbert W. Lindsay                  | Tom Bradley                       | Marvin Braude                     | Robert M. Wilkinson                  | Paul H. Lamport                            | Arthur K. Snyder                  | John S. Gibson, Jr.               |
| 1968 | Louis R. Nowell                   | James B. Potter                   | Thomas D. Shepard                 | John Ferraro                      | Edmund D. Edelman                 | L. E. Timberlake                  | Ernani Bernardi                   | Billy G. Mills                    | Gilbert W. Lindsay                  | Tom Bradley                       | Marvin Braude                     | Robert M. Wilkinson                  | Paul H. Lamport                            | Arthur K. Snyder                  | John S. Gibson, Jr.               |
| 1969 | Louis R. Nowell                   | James B. Potter                   | Donald Lorenzen                   | John Ferraro                      | Edmund D. Edelman                 | Pat Russell                       | Ernani Bernardi                   | Billy G. Mills                    | Gilbert W. Lindsay                  | Tom Bradley                       | Marvin Braude                     | Robert M. Wilkinson                  | Robert Stevenson                           | Arthur K. Snyder                  | John S. Gibson, Jr.               |
| 1970 | Louis R. Nowell                   | James B. Potter                   | Donald Lorenzen                   | John Ferraro                      | Edmund D. Edelman                 | Pat Russell                       | Ernani Bernardi                   | Billy G. Mills                    | Gilbert W. Lindsay                  | Tom Bradley                       | Marvin Braude                     | Robert M. Wilkinson                  | Robert Stevenson                           | Arthur K. Snyder                  | John S. Gibson, Jr.               |
| 1971 | Louis R. Nowell                   | Joel Wachs                        | Donald Lorenzen                   | John Ferraro                      | Edmund D. Edelman                 | Pat Russell                       | Ernani Bernardi                   | Billy G. Mills                    | Gilbert W. Lindsay                  | Tom Bradley                       | Marvin Braude                     | Robert M. Wilkinson                  | Robert Stevenson                           | Arthur K. Snyder                  | John S. Gibson, Jr.               |
| 1972 | Louis R. Nowell                   | Joel Wachs                        | Donald Lorenzen                   | John Ferraro                      | Edmund D. Edelman                 | Pat Russell                       | Ernani Bernardi                   | Billy G. Mills                    | Gilbert W. Lindsay                  | Tom Bradley                       | Marvin Braude                     | Robert M. Wilkinson                  | Robert Stevenson                           | Arthur K. Snyder                  | John S. Gibson, Jr.               |
| 1973 | Louis R. Nowell                   | Joel Wachs                        | Donald Lorenzen                   | John Ferraro                      | Edmund D. Edelman                 | Pat Russell                       | Ernani Bernardi                   | Billy G. Mills                    | Gilbert W. Lindsay                  | David S. Cunningham, Jr.          | Marvin Braude                     | Robert M. Wilkinson                  | Robert Stevenson                           | Arthur K. Snyder                  | John S. Gibson, Jr.               |
| 1974 | Louis R. Nowell                   | Joel Wachs                        | Donald Lorenzen                   | John Ferraro                      | Edmund D. Edelman                 | Pat Russell                       | Ernani Bernardi                   | Robert C. Farrell                 | Gilbert W. Lindsay                  | David S. Cunningham, Jr.          | Marvin Braude                     | Robert M. Wilkinson                  | Robert Stevenson                           | Arthur K. Snyder                  | John S. Gibson, Jr.               |
| 1975 | Louis R. Nowell                   | Joel Wachs                        | Donald Lorenzen                   | John Ferraro                      | Zev Yaroslavsky                   | Pat Russell                       | Ernani Bernardi                   | Robert C. Farrell                 | Gilbert W. Lindsay                  | David S. Cunningham, Jr.          | Marvin Braude                     | Robert M. Wilkinson                  | Peggy Stevenson                            | Arthur K. Snyder                  | John S. Gibson, Jr.               |
| 1976 | Louis R. Nowell                   | Joel Wachs                        | Donald Lorenzen                   | John Ferraro                      | Zev Yaroslavsky                   | Pat Russell                       | Ernani Bernardi                   | Robert C. Farrell                 | Gilbert W. Lindsay                  | David S. Cunningham, Jr.          | Marvin Braude                     | Robert M. Wilkinson                  | Peggy Stevenson                            | Arthur K. Snyder                  | John S. Gibson, Jr.               |
| 1977 | Bob Ronka                         | Joel Wachs                        | Joy Picus                         | John Ferraro                      | Zev Yaroslavsky                   | Pat Russell                       | Ernani Bernardi                   | Robert C. Farrell                 | Gilbert W. Lindsay                  | David S. Cunningham, Jr.          | Marvin Braude                     | Robert M. Wilkinson                  | Peggy Stevenson                            | Arthur K. Snyder                  | John S. Gibson, Jr.               |
| 1978 | Bob Ronka                         | Joel Wachs                        | Joy Picus                         | John Ferraro                      | Zev Yaroslavsky                   | Pat Russell                       | Ernani Bernardi                   | Robert C. Farrell                 | Gilbert W. Lindsay                  | David S. Cunningham, Jr.          | Marvin Braude                     | Robert M. Wilkinson                  | Peggy Stevenson                            | Arthur K. Snyder                  | John S. Gibson, Jr.               |
| 1979 | Bob Ronka                         | Joel Wachs                        | Joy Picus                         | John Ferraro                      | Zev Yaroslavsky                   | Pat Russell                       | Ernani Bernardi                   | Robert C. Farrell                 | Gilbert W. Lindsay                  | David S. Cunningham, Jr.          | Marvin Braude                     | Hal Bernson                          | Peggy Stevenson                            | Arthur K. Snyder                  | John S. Gibson, Jr.               |
| 1980 | Bob Ronka                         | Joel Wachs                        | Joy Picus                         | John Ferraro                      | Zev Yaroslavsky                   | Pat Russell                       | Ernani Bernardi                   | Robert C. Farrell                 | Gilbert W. Lindsay                  | David S. Cunningham, Jr.          | Marvin Braude                     | Hal Bernson                          | Peggy Stevenson                            | Arthur K. Snyder                  | John S. Gibson, Jr.               |
| 1981 | Howard Finn                       | Joel Wachs                        | Joy Picus                         | John Ferraro                      | Zev Yaroslavsky                   | Pat Russell                       | Ernani Bernardi                   | Robert C. Farrell                 | Gilbert W. Lindsay                  | David S. Cunningham, Jr.          | Marvin Braude                     | Hal Bernson                          | Peggy Stevenson                            | Arthur K. Snyder                  | Joan Milke Flores                 |
| 1982 | Howard Finn                       | Joel Wachs                        | Joy Picus                         | John Ferraro                      | Zev Yaroslavsky                   | Pat Russell                       | Ernani Bernardi                   | Robert C. Farrell                 | Gilbert W. Lindsay                  | David S. Cunningham, Jr.          | Marvin Braude                     | Hal Bernson                          | Peggy Stevenson                            | Arthur K. Snyder                  | Joan Milke Flores                 |
| 1983 | Howard Finn                       | Joel Wachs                        | Joy Picus                         | John Ferraro                      | Zev Yaroslavsky                   | Pat Russell                       | Ernani Bernardi                   | Robert C. Farrell                 | Gilbert W. Lindsay                  | David S. Cunningham, Jr.          | Marvin Braude                     | Hal Bernson                          | Peggy Stevenson                            | Arthur K. Snyder                  | Joan Milke Flores                 |
| 1984 | Howard Finn                       | Joel Wachs                        | Joy Picus                         | John Ferraro                      | Zev Yaroslavsky                   | Pat Russell                       | Ernani Bernardi                   | Robert C. Farrell                 | Gilbert W. Lindsay                  | David S. Cunningham, Jr.          | Marvin Braude                     | Hal Bernson                          | Peggy Stevenson                            | Arthur K. Snyder                  | Joan Milke Flores                 |
| 1985 | Howard Finn                       | Joel Wachs                        | Joy Picus                         | John Ferraro                      | Zev Yaroslavsky                   | Pat Russell                       | Ernani Bernardi                   | Robert C. Farrell                 | Gilbert W. Lindsay                  | David S. Cunningham, Jr.          | Marvin Braude                     | Hal Bernson                          | Michael Woo                                | Richard Alatorre                  | Joan Milke Flores                 |
| 1986 | Howard Finn                       | Joel Wachs                        | Joy Picus                         | John Ferraro                      | Zev Yaroslavsky                   | Pat Russell                       | Ernani Bernardi                   | Robert C. Farrell                 | Gilbert W. Lindsay                  | David S. Cunningham, Jr.          | Marvin Braude                     | Hal Bernson                          | Michael Woo                                | Richard Alatorre                  | Joan Milke Flores                 |
| 1987 | Gloria Molina                     | Joel Wachs                        | Joy Picus                         | John Ferraro                      | Zev Yaroslavsky                   | Ruth Galanter                     | Ernani Bernardi                   | Robert C. Farrell                 | Gilbert W. Lindsay                  | Nate Holden                       | Marvin Braude                     | Hal Bernson                          | Michael Woo                                | Richard Alatorre                  | Joan Milke Flores                 |
| 1988 | Gloria Molina                     | Joel Wachs                        | Joy Picus                         | John Ferraro                      | Zev Yaroslavsky                   | Ruth Galanter                     | Ernani Bernardi                   | Robert C. Farrell                 | Gilbert W. Lindsay                  | Nate Holden                       | Marvin Braude                     | Hal Bernson                          | Michael Woo                                | Richard Alatorre                  | Joan Milke Flores                 |
| 1989 | Gloria Molina                     | Joel Wachs                        | Joy Picus                         | John Ferraro                      | Zev Yaroslavsky                   | Ruth Galanter                     | Ernani Bernardi                   | Robert C. Farrell                 | Gilbert W. Lindsay                  | Nate Holden                       | Marvin Braude                     | Hal Bernson                          | Michael Woo                                | Richard Alatorre                  | Joan Milke Flores                 |
| 1990 | Gloria Molina                     | Joel Wachs                        | Joy Picus                         | John Ferraro                      | Zev Yaroslavsky                   | Ruth Galanter                     | Ernani Bernardi                   | Robert C. Farrell                 | Gilbert W. Lindsay                  | Nate Holden                       | Marvin Braude                     | Hal Bernson                          | Michael Woo                                | Richard Alatorre                  | Joan Milke Flores                 |
| 1991 | Gloria Molina                     | Joel Wachs                        | Joy Picus                         | John Ferraro                      | Zev Yaroslavsky                   | Ruth Galanter                     | Ernani Bernardi                   | Robert C. Farrell                 | Gilbert W. Lindsay                  | Nate Holden                       | Marvin Braude                     | Hal Bernson                          | Michael Woo                                | Richard Alatorre                  | Joan Milke Flores                 |
| 1992 | Mike Hernández                    | Joel Wachs                        | Joy Picus                         | John Ferraro                      | Zev Yaroslavsky                   | Ruth Galanter                     | Ernani Bernardi                   | Mark Ridley-Thomas                | Rita Walters                        | Nate Holden                       | Marvin Braude                     | Hal Bernson                          | Michael Woo                                | Richard Alatorre                  | Joan Milke Flores                 |
| 1993 | Mike Hernández                    | Joel Wachs                        | Laura N. Chick                    | John Ferraro                      | Zev Yaroslavsky                   | Ruth Galanter                     | Ernani Bernardi                   | Mark Ridley-Thomas                | Rita Walters                        | Nate Holden                       | Marvin Braude                     | Hal Bernson                          | Michael Woo                                | Richard Alatorre                  | Joan Milke Flores                 |
| 1994 | Mike Hernández                    | Joel Wachs                        | Laura N. Chick                    | John Ferraro                      | Zev Yaroslavsky                   | Ruth Galanter                     | Richard Alarcón                   | Mark Ridley-Thomas                | Rita Walters                        | Nate Holden                       | Marvin Braude                     | Hal Bernson                          | Jackie Goldberg                            | Richard Alatorre                  | Rudy Svorinich                    |
| 1995 | Mike Hernández                    | Joel Wachs                        | Laura N. Chick                    | John Ferraro                      | Mike Feuer                        | Ruth Galanter                     | Richard Alarcón                   | Mark Ridley-Thomas                | Rita Walters                        | Nate Holden                       | Marvin Braude                     | Hal Bernson                          | Jackie Goldberg                            | Richard Alatorre                  | Rudy Svorinich                    |
| 1996 | Mike Hernández                    | Joel Wachs                        | Laura N. Chick                    | John Ferraro                      | Mike Feuer                        | Ruth Galanter                     | Richard Alarcón                   | Mark Ridley-Thomas                | Rita Walters                        | Nate Holden                       | Marvin Braude                     | Hal Bernson                          | Jackie Goldberg                            | Richard Alatorre                  | Rudy Svorinich                    |
| 1997 | Mike Hernández                    | Joel Wachs                        | Laura N. Chick                    | John Ferraro                      | Mike Feuer                        | Ruth Galanter                     | Richard Alarcón                   | Mark Ridley-Thomas                | Rita Walters                        | Nate Holden                       | Cindy Miscikowski                 | Hal Bernson                          | Jackie Goldberg                            | Richard Alatorre                  | Rudy Svorinich                    |
| 1998 | Mike Hernández                    | Joel Wachs                        | Laura N. Chick                    | John Ferraro                      | Mike Feuer                        | Ruth Galanter                     | Richard Alarcón                   | Mark Ridley-Thomas                | Rita Walters                        | Nate Holden                       | Cindy Miscikowski                 | Hal Bernson                          | Jackie Goldberg                            | Richard Alatorre                  | Rudy Svorinich                    |
| 1999 | Mike Hernández                    | Joel Wachs                        | Laura N. Chick                    | John Ferraro                      | Mike Feuer                        | Ruth Galanter                     | Vakant                            | Mark Ridley-Thomas                | Rita Walters                        | Nate Holden                       | Cindy Miscikowski                 | Hal Bernson                          | Jackie Goldberg                            | Nick Pacheco                      | Rudy Svorinich                    |
| 2000 | Mike Hernández                    | Joel Wachs                        | Laura N. Chick                    | John Ferraro                      | Mike Feuer                        | Ruth Galanter                     | Alex Padilla                      | Mark Ridley-Thomas                | Rita Walters                        | Nate Holden                       | Cindy Miscikowski                 | Hal Bernson                          | Jackie Goldberg                            | Nick Pacheco                      | Rudy Svorinich                    |
| 2001 | Ed Reyes                          | Joel Wachs                        | Dennis Zine                       | Tom LaBonge                       | Jack Weiss                        | Ruth Galanter                     | Alex Padilla                      | Mark Ridley-Thomas                | Jan Perry                           | Nate Holden                       | Cindy Miscikowski                 | Hal Bernson                          | Eric Garcetti                              | Nick Pacheco                      | Janice Hahn                       |
| 2002 | Ed Reyes                          | Wendy Greuel                      | Dennis Zine                       | Tom LaBonge                       | Jack Weiss                        | Ruth Galanter                     | Alex Padilla                      | Mark Ridley-Thomas                | Jan Perry                           | Nate Holden                       | Cindy Miscikowski                 | Hal Bernson                          | Eric Garcetti                              | Nick Pacheco                      | Janice Hahn                       |
| 2003 | Ed Reyes                          | Wendy Greuel                      | Dennis Zine                       | Tom LaBonge                       | Jack Weiss                        | Tony Cardenas                     | Alex Padilla                      | Bernard C. Parks                  | Jan Perry                           | Martin Ludlow                     | Cindy Miscikowski                 | Greig Smith                          | Eric Garcetti                              | Antonio Villaraigosa              | Janice Hahn                       |
| 2004 | Ed Reyes                          | Wendy Greuel                      | Dennis Zine                       | Tom LaBonge                       | Jack Weiss                        | Tony Cardenas                     | Alex Padilla                      | Bernard C. Parks                  | Jan Perry                           | Martin Ludlow                     | Cindy Miscikowski                 | Greig Smith                          | Eric Garcetti                              | Antonio Villaraigosa              | Janice Hahn                       |
| 2005 | Ed Reyes                          | Wendy Greuel                      | Dennis Zine                       | Tom LaBonge                       | Jack Weiss                        | Tony Cardenas                     | Alex Padilla                      | Bernard C. Parks                  | Jan Perry                           | Herb Wesson                       | Bill Rosendahl                    | Greig Smith                          | Eric Garcetti                              | José Huizar                       | Janice Hahn                       |
| 2006 | Ed Reyes                          | Wendy Greuel                      | Dennis Zine                       | Tom LaBonge                       | Jack Weiss                        | Tony Cardenas                     | Vakant                            | Bernard C. Parks                  | Jan Perry                           | Herb Wesson                       | Bill Rosendahl                    | Greig Smith                          | Eric Garcetti                              | José Huizar                       | Janice Hahn                       |
| 2007 | Ed Reyes                          | Wendy Greuel                      | Dennis Zine                       | Tom LaBonge                       | Jack Weiss                        | Tony Cardenas                     | Richard Alarcón                   | Bernard C. Parks                  | Jan Perry                           | Herb Wesson                       | Bill Rosendahl                    | Greig Smith                          | Eric Garcetti                              | José Huizar                       | Janice Hahn                       |
| 2008 | Ed Reyes                          | Wendy Greuel                      | Dennis Zine                       | Tom LaBonge                       | Jack Weiss                        | Tony Cardenas                     | Richard Alarcón                   | Bernard C. Parks                  | Jan Perry                           | Herb Wesson                       | Bill Rosendahl                    | Greig Smith                          | Eric Garcetti                              | José Huizar                       | Janice Hahn                       |
| 2009 | Ed Reyes                          | Wendy Greuel                      | Dennis Zine                       | Tom LaBonge                       | Paul Koretz                       | Tony Cardenas                     | Richard Alarcón                   | Bernard C. Parks                  | Jan Perry                           | Herb Wesson                       | Bill Rosendahl                    | Greig Smith                          | Eric Garcetti                              | José Huizar                       | Janice Hahn                       |
| 2010 | Ed Reyes                          | Paul Krekorian                    | Dennis Zine                       | Tom LaBonge                       | Paul Koretz                       | Tony Cardenas                     | Richard Alarcón                   | Bernard C. Parks                  | Jan Perry                           | Herb Wesson                       | Bill Rosendahl                    | Greig Smith                          | Eric Garcetti                              | José Huizar                       | Janice Hahn                       |
| 2011 | Ed Reyes                          | Paul Krekorian                    | Dennis Zine                       | Tom LaBonge                       | Paul Koretz                       | Tony Cardenas                     | Richard Alarcón                   | Bernard C. Parks                  | Jan Perry                           | Herb Wesson                       | Bill Rosendahl                    | Mitchell Englander                   | Eric Garcetti                              | José Huizar                       | Janice Hahn                       |
| 2012 | Ed Reyes                          | Paul Krekorian                    | Dennis Zine                       | Tom LaBonge                       | Paul Koretz                       | Tony Cardenas                     | Richard Alarcón                   | Bernard C. Parks                  | Jan Perry                           | Herb Wesson                       | Bill Rosendahl                    | Mitchell Englander                   | Eric Garcetti                              | José Huizar                       | Joe Buscaino                      |
| 2013 | Gil Cedillo                       | Paul Krekorian                    | Bob Blumenfield                   | Tom LaBonge                       | Paul Koretz                       | Nury Martinez                     | Felipe Fuentes                    | Bernard C. Parks                  | Curren Price                        | Herb Wesson                       | Mike Bonin                        | Mitchell Englander                   | Mitch O’Farrell                            | José Huizar                       | Joe Buscaino                      |
| 2014 | Gil Cedillo                       | Paul Krekorian                    | Bob Blumenfield                   | Tom LaBonge                       | Paul Koretz                       | Nury Martinez                     | Felipe Fuentes                    | Bernard C. Parks                  | Curren Price                        | Herb Wesson                       | Mike Bonin                        | Mitchell Englander                   | Mitch O’Farrell                            | José Huizar                       | Joe Buscaino                      |
| 2015 | Gil Cedillo                       | Paul Krekorian                    | Bob Blumenfield                   | David Ryu                         | Paul Koretz                       | Nury Martinez                     | Felipe Fuentes                    | Marqueece Harris-Dawson           | Curren Price                        | Herb Wesson                       | Mike Bonin                        | Mitchell Englander                   | Mitch O’Farrell                            | José Huizar                       | Joe Buscaino                      |
| 2016 | Gil Cedillo                       | Paul Krekorian                    | Bob Blumenfield                   | David Ryu                         | Paul Koretz                       | Nury Martinez                     | Felipe Fuentes                    | Marqueece Harris-Dawson           | Curren Price                        | Herb Wesson                       | Mike Bonin                        | Mitchell Englander                   | Mitch O’Farrell                            | José Huizar                       | Joe Buscaino                      |
| 2017 | Gil Cedillo                       | Paul Krekorian                    | Bob Blumenfield                   | David Ryu                         | Paul Koretz                       | Nury Martinez                     | Monica Rodriguez                  | Marqueece Harris-Dawson           | Curren Price                        | Herb Wesson                       | Mike Bonin                        | Mitchell Englander                   | Mitch O’Farrell                            | José Huizar                       | Joe Buscaino                      |
| 2018 | Gil Cedillo                       | Paul Krekorian                    | Bob Blumenfield                   | David Ryu                         | Paul Koretz                       | Nury Martinez                     | Monica Rodriguez                  | Marqueece Harris-Dawson           | Curren Price                        | Herb Wesson                       | Mike Bonin                        | Greig Smith                          | Mitch O’Farrell                            | José Huizar                       | Joe Buscaino                      |
| 2019 | Gil Cedillo                       | Paul Krekorian                    | Bob Blumenfield                   | David Ryu                         | Paul Koretz                       | Nury Martinez                     | Monica Rodriguez                  | Marqueece Harris-Dawson           | Curren Price                        | Herb Wesson                       | Mike Bonin                        | John Lee                             | Mitch O’Farrell                            | José Huizar                       | Joe Buscaino                      |

## Ehemalige Stadträte (Kreissystem) 1889–1925
Der damalige City Council (1850) bestand aus acht Mitgliedern, darunter L. Morris Goodman (1850–54); Er war der einzige Amerikaner im Stadtrat, alle anderen waren Mexikaner.
| Jahr | Kreis                 | Kreis                   | Kreis                     | Kreis                | Kreis                 | Kreis                  | Kreis                  | Kreis                  | Kreis               |
| ---- | --------------------- | ----------------------- | ------------------------- | -------------------- | --------------------- | ---------------------- | ---------------------- | ---------------------- | ------------------- |
|      | 1                     | 2                       | 3                         | 4                    | 5                     | 6                      | 7                      | 8                      | 9                   |
| 1889 | H. V. Van Dusen       | George P. McLain        | William Hartshorn Bonsall | Jacob Frankenfield   | Austin C. Shafer      | A. N. Hamilton         | J. T. Brown            | Theodore Summerland    | Robert E. Wirsching |
| 1890 | George W. Stockwell   | Daniel Innes            | William Hartshorn Bonsall | William Henry Rhodes | John Q. Tufts         | C. H. Alford           | Daniel Michael McGarry | Theodore Summerland    | Samuel Rees         |
| 1891 | George W. Stockwell   | Daniel Innes            | William Hartshorn Bonsall | William Henry Rhodes | John Q. Tufts         | C. H. Alford           | Daniel Michael McGarry | Theodore Summerland    | Samuel Rees         |
| 1894 | George W. Stockwell   | Meredith P. Snyder      | Frank Styles Munson       | Samuel H. Kingery    | Freeman G. Teed       | George Douglas Pessell | James Ashman           | Thomas Savage          | Evert L. Blanchard  |
| 1900 | William Henry Pierce  | George P. McLain        | Frank Walker              | Pomeroy Wills Powers | William Miller Brown  | A. A. Allen            | Benjamin Samuel Lauder | Robert Asa Todd        | Evert L. Blanchard  |
| 1902 | Owen McAleer          | Chauncey Fitch Skilling | Oscar Eugene Farish       | Theodore Summerland  | William Miller Brown  | James Potter Davenport | Edward Kern            | Robert Asa Todd        | Frank U. Nofziger   |
| 1906 | Reuben Wiser Dromgold | Edward A. Clampitt      | Walter J. Wren            | Niles Pease          | Albert Joseph Wallace | H. H. Yonkin           | Edward Kern            | Bernard “Barney” Healy | Evert L. Blanchard  |
| 1909 |                       |                         |                           |                      |                       |                        |                        |                        |                     |
| 1911 |                       |                         |                           |                      |                       |                        |                        |                        |                     |
| 1913 |                       |                         |                           |                      |                       |                        |                        |                        |                     |
| 1915 |                       |                         |                           |                      |                       |                        |                        |                        |                     |
| 1917 |                       |                         |                           |                      |                       |                        |                        |                        |                     |
| 1919 |                       |                         |                           |                      |                       |                        |                        |                        | Winfred J. Sanborn  |
| 1921 |                       |                         |                           |                      |                       |                        |                        |                        | Winfred J. Sanborn  |
| 1923 |                       |                         |                           |                      |                       |                        |                        |                        | Winfred J. Sanborn  |